# 모스맨 (2002년 영화)
《모스맨》(영어: The Mothman Prophecies)은 미국에서 제작된 마크 펠링턴 감독의 2002년 초자연 공포 미스터리 영화이다. 리처드 기어, 로라 리니 등이 출연하였고, 톰 로젠버그 등이 제작에 참여하였다. 모스맨을 중심 소재로 삼았다.

## 줄거리
워싱턴 포스트 기고가 존 클라인은 아내 메리와 차를 타고 가던 중 검은 비행 물체를 피하려다가 교통 사고를 낸다. 존은 전혀 다치지 않지만 메리는 이때 뭔가 끔찍한 초자연적 현상을 경험했던 것으로 보이며 교모세포종이 발견돼 곧 사망한다. 메리는 죽기 전 나방을 닮았으며 눈이 붉은 괴생명체의 그림을 반복해 그린다.
2년 뒤 존은 차가 도로 중간에서 멈춰 서자 근처의 집을 두드려 전화를 빌려 쓸 수 있냐고 묻는데 집 주인 고든 스몰우드는 존이 새벽 2시 반에 현관문을 두드린 게 이걸로 벌써 세 번째라며 화를 낸다. 존은 인근 모텔에 묵고, 자신이 원래 목적지와 전혀 다른 웨스트버지니아주 포인트플레전트에 와 있다는 걸 알게 된다.
지역 보안관 코니 밀스는 지난 몇 주간 붉은 눈을 지닌 거대한 비행 생명체 목격담 신고가 들어오고 있다고 말한다. 일부가 그린 이 괴생명체 묘사는 메리가 남긴 그림과 닮아있다. 이에 존은 조사를 시작하는데, 고든이 찾아와 세면기에서 덴버에서 99명이 죽을 거라는 말하는 목소리를 들었다고 말한다. 곧 덴버에서 비행기가 추락해 승객 99명이 전부 죽는다. 한편 코니는 누군가 자신에게 "일어나, 37번"이라고 하는 꿈을 꿨다고 말한다.
고든은 다시 존을 찾아와 덴버 비행기 사고를 미리 알려준 목소리의 주인공 인드리드 콜드(Indrid Cold)가 자신에게 접근해 에콰도르에서 300명이 죽을 것이며 곧 돌아오겠다는 말을 남겼는데 실제로 에콰도르에서 지진이 일어났다고 말한다. 고든의 중개로 콜드와 통화해 본 존은 그가 초자연적 존재라는 확신을 가진다. 그러나 코니가 고든을 찾아가니 고든은 자신이 계속 자고 있었고 존에게 전화를 건 적이 없다고 말한다. 통화 녹음 분석 결과 콜드의 음성은 사람의 목소리가 아니라 전기 자극으로 형성된 것으로 드러난다.
지역 전문가 알렉산더 리크는 나방이 고대 사회에서 내세에 영원히 붙들린 영혼을 의미했으며 검은 비행 생명체는 우크라이나에서 소위 나방 인간(모스맨)이라고 부르는 존재인데 트라우마를 겪은 이들만 볼 수 있으며 체르노빌 원자력 발전소 사고 직전과 1969년 허리케인이 갤버스턴을 덮치기 직전 등에 목격되었다고 설명한다. 알렉산더는 포인트플레전트에서 안 좋은 일이 벌어질 것 같으니 어서 떠나라고 충고한다.
존은 고든에게서 수수께끼 같은 전화를 받고 달려가 자택 인근 숲에서 저체온증으로 사망한 고든을 발견한다. 그러나 고든은 이미 몇 시간 전에 죽은 것으로 추정돼 전과 마찬가지로 고든이 전화를 건 것 같지가 않다. 존은 통화 녹음을 새로 분석하던 중 그게 오하이오강에서 일어날 대참사에 대한 경고였음을 알게 된다. 존은 다음 날 주지사가 오하이오강의 포인트플레전트 화학 공장을 방문할 예정이라는 걸 알고 걱정하지만 아무 일도 일어나지 않는다.
존은 크리스마스 이브 자정에 메리가 전화를 걸 거니 조지타운 집으로 돌아가 있으라는 누군가의 편지를 받고 이에 따르는데, 코니에게서 전화가 걸려온다. 코니가 메리에게서 걸려 오는 전화를 받지 말고 포인트플레전트로 돌아와 같이 이브를 보내자고 호소하자 존은 죽은 메리에 대한 집착을 버려야 한다는 걸 깨닫고 집을 떠난다.
존은 포인트플레전트로 이어지는 오하이오강 실버브리지에 도착해 신호등 고장으로 교통 정체가 유발되고 있는 걸 보게 되고, 곧 다리가 무너지기 시작한다. 오하이오에서 일어날 대참사는 바로 이 사고를 의미했던 것이다. 다리 위에 있던 코니의 지프가 강으로 떨어지자 존이 뛰어들어 구출하고, 소방관에게서 총 36명이 죽었다는 얘기를 듣는다. 그제서야 코니는 "37번"이 무슨 의미였는지를 이해한다.
영화는 실버브리지 사고 원인이 끝내 규명되지 않았다는 인터타이틀과 함께 끝난다.

## 출연진
- 리처드 기어 - 존 클라인 역
- 로라 리니 - 코니 밀스 역
- 윌 패튼 - 고든 스몰우드 역
- 데브라 메싱 - 메리 클라인 역
- 루신다 제니 - 데니즈 스몰우드 역
- 앨런 베이츠 - 알렉산더 리크 역
- 데이비드 아이겐버그 - 에드 "에디" 플라이슈먼 역

## 기타 제작진
- 공동 제작: 리처드 해텀, 제임스 매퀘이드
- 배역: 실리아 재피, 조지앤 워컨
- 미술: 리처드 후버
- 의상: 수전 라이올
- 음향 디자인 감독: 클로드 르테시에
- 음악 감독: 라이자 리처드슨

## 우리말 녹음
SBS 성우진
- 이정구 - 존 클라인 (리처드 기어)
- 정미숙 - 코니 밀스 (로라 리니)
- 오세홍 - 고든 스몰우드 (윌 패튼)
- 오인성 - 에디 (데이비드 아이겐버그)
- 이영주 - 고든의 부인 (루신다 제니)
- 김정호 - 알렉산더 리크 (앨런 베이츠)
- 김지혜 - 메리 (데브라 메싱)
- 탁원제
- 엄태국
- 고재균
- 위훈
- 박찬희